# Liga Pilarense de Fútbol
La Liga Pilarense de Fútbol, es la institución que se encarga de la promoción, organización y reglamentación de las competiciones de alto rendimiento del fútbol realizadas en la ciudad de Pilar. Está afiliada a la Federación de Fútbol del Duodécimo Departamento Ñeembucú y esta a su vez a la Unión del Fútbol del Interior (UFI).
Tiene a su cargo el desarrollo del Torneo interno de mayores y juveniles de los clubes afiliados a la misma, así como la representación de la entidad, a través de la Selección Pilarense.

## Equipos participantes
En este campeonato participan ocho equipos
| Equipo | Ciudad | Colores | Apodos | Torneos ganados | Capacidad del estadio |  | Club América de Pilar | Pilar | Rojo, Blanco y Azul | Decano | 0 | 3.000 |  | Club Capitán Bado | Pilar | Negro y Blanco | Albinegro; Bado | 0 | 3.000 |  | Club 1 de Marzo | Pilar | Rojo, Blanco y Azul | Tricolor | 0 | Sin estadio |  | Club 1 de Mayo | Pilar | Rojo y Azul | Azulgrana | 0 | Sin estadio |  | Club General Diaz | Pilar | Negro y Amarillo | Aurinegro | 42 | 1.500 |  | Club Deportivo Guazu Cueño | Guazu Cua | Anaranjado y Negro | El Benjamin, los putiños | 0 | 500 |  | Club Tres Corrales | Pilar | Rojo y Blanco | El Diablo de Barrio Obrero | 0 | Sin estadio |  | Club Social y Deportivo Unión | Pilar | Verde y Blanco | Albiverde | 0 | Sin estadio |